# باتريشيا بيلار
باتريشيا غادلها بيلار (بالبرتغالية: Patrícia Pillar‏) (من مواليد 11 يناير 1964) ممثلة تلفزيونية ومسرحية سينمائية برازيلية.

## روابط خارجية
- باتريشيا بيلار على موقع IMDb (الإنجليزية)
- باتريشيا بيلار على موقع روتن توميتوز (الإنجليزية)
- باتريشيا بيلار على موقع ألو سيني (الفرنسية)
- باتريشيا بيلار على موقع أول موفي (الإنجليزية)
- باتريشيا بيلار على موقع قاعدة بيانات الأفلام السويدية (السويدية)
- باتريشيا بيلار على موقع قاعدة بيانات الفيلم (الإنجليزية)
- باتريشيا بيلار على موقع كينوبويسك (الروسية)

- باتريشيا بيلار في قاعدة بيانات الأفلام على الإنترنت